# Problemi sanitari di Guerra
Problemi sanitari di Guerra è stato una rivista bisettimanale pubblicato dalla casa editrice Ravà & C. di Milano nel corso delle prime settimane della partecipazione italiana alla prima guerra mondiale, tra il maggio e il giugno del 1915. Vennero pubblicati 24 brevi volumetti monografici volti a presentare, tanto agli addetti ai lavori che al pubblico, i principali problemi igienico-sanitari tipici del tempo di guerra.
Come spiegava l'anatomopatologo e senatore del Regno Alessandro Lustig Piacezzi nel primo numero della serie,
(Alessandro Lustig)

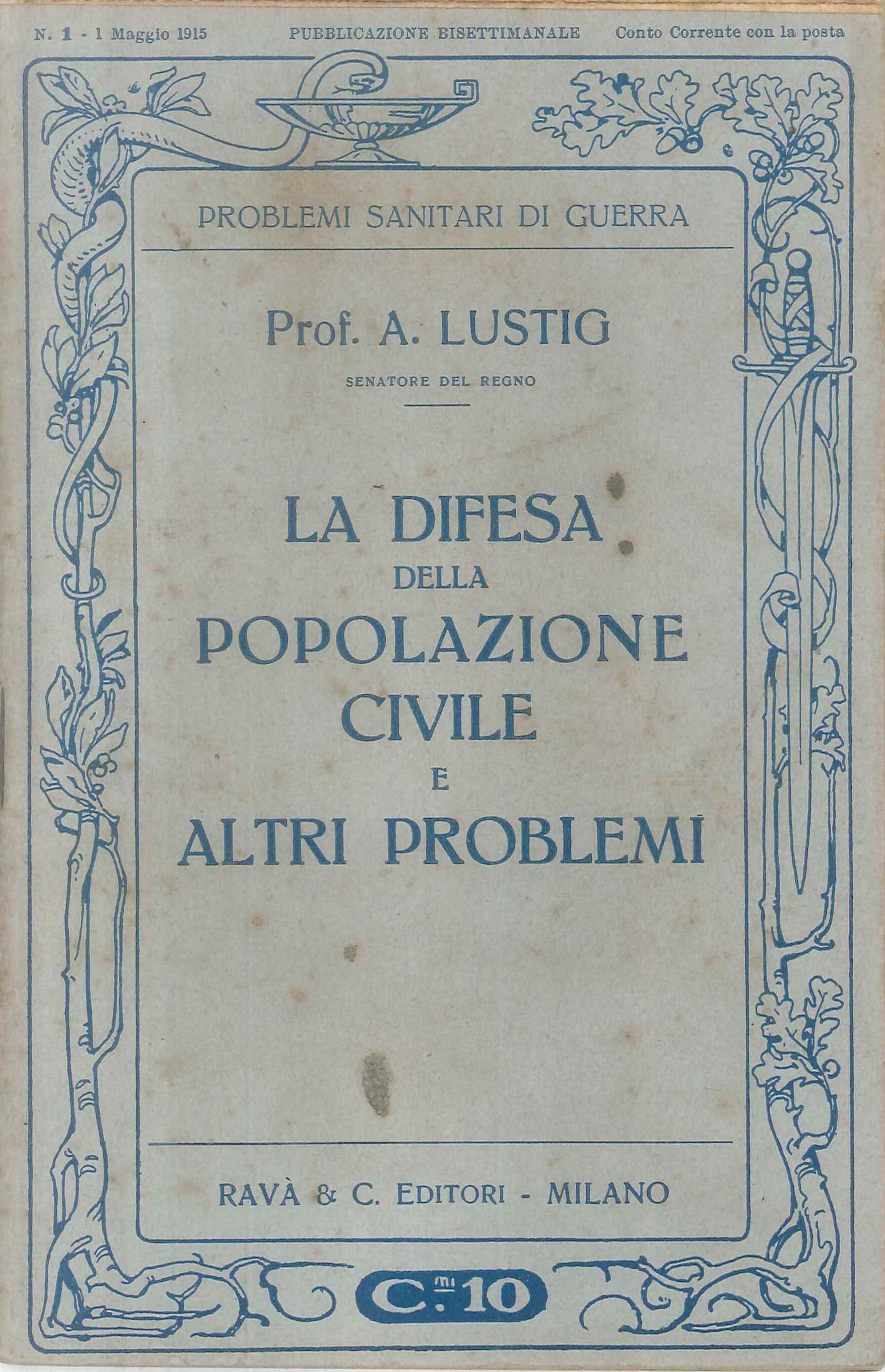
copertina del primo numero della serie, dedicato da Alessandro Lustig all'introduzione generale ai problemi igienico-sanitari in tempo di guerra

La collana era diretta da un comitato editoriale presieduto dallo stesso Lustig e di cui facevano parte illustri clinici, chirurghi e militari quali Enrico Burci, Antonio Carle, Riccardo Galeazzi, Ferdinando Livini, Vittorio Putti e Filippo Rho. Tra gli altri illustri autori dei numeri monografici, si possono ricordare Amedeo Herlitzka e Achille Sclavo. La collana ebbie ampia diffusione in Italia.

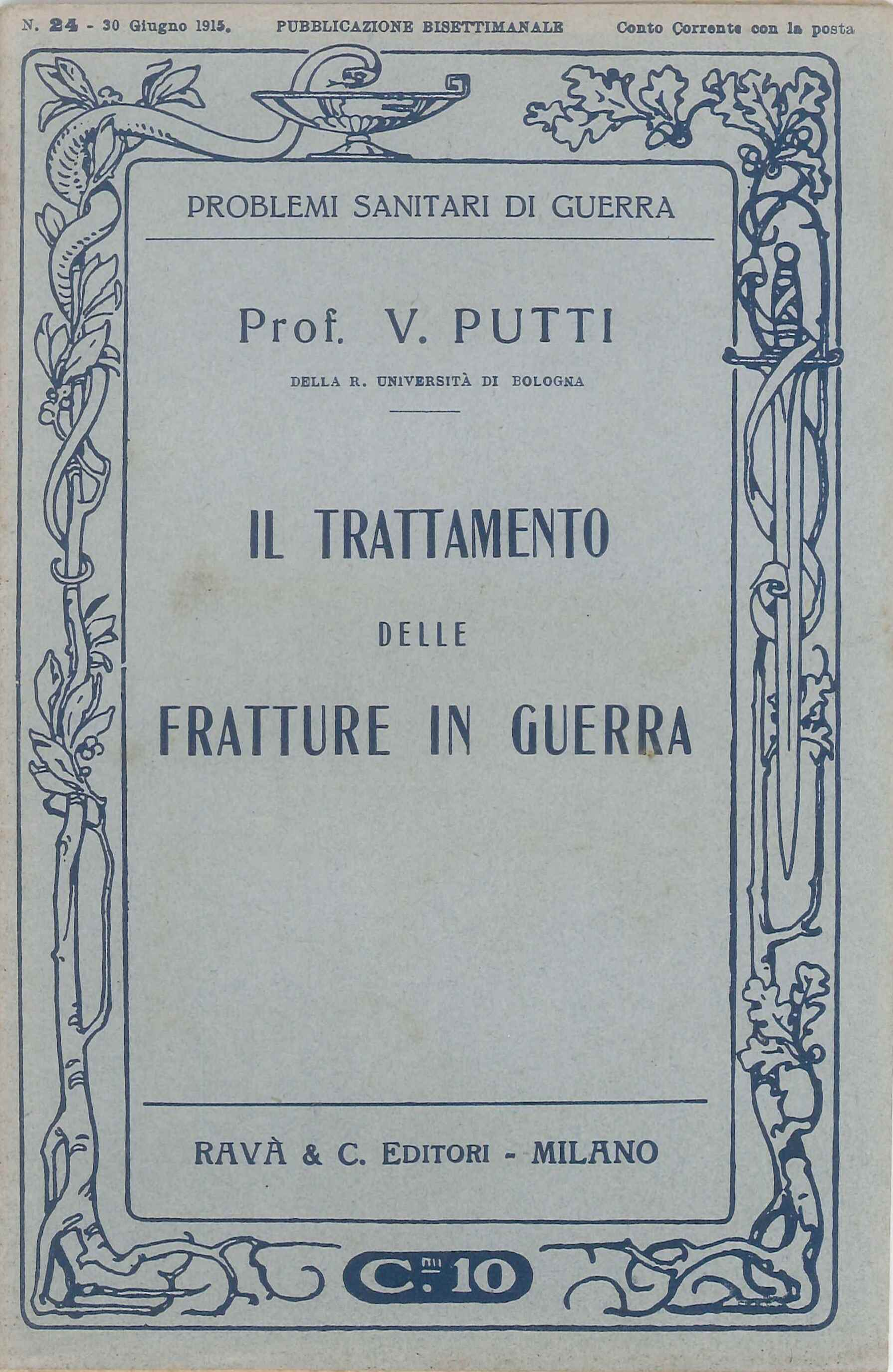
il contributo di Vittorio Putti sulle fratture di guerra

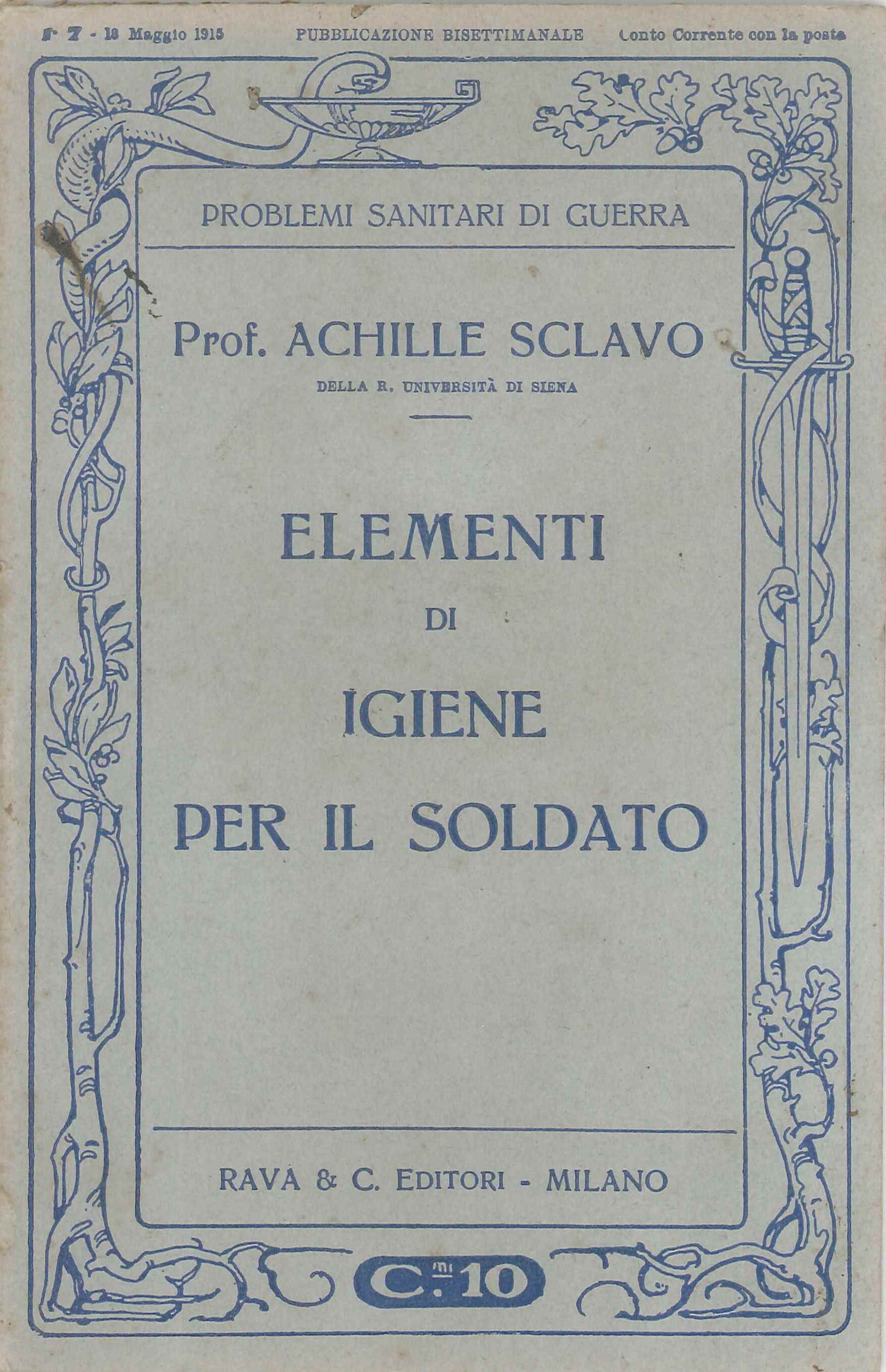
il contributo di Achille Sclavo sull'igiene del soldato

## Autori e argomenti dei numeri monografici
Qui di seguito vengono elencati gli autori e i titoli dei numeri della rivista:
1. Alessandro Lustig, La difesa della popolazione civile e altri problemi
2. Riccardo Galeazzi, Le moderne provvidenze sociali per i mutilati di guerra
3. Giovanni Grixoni, La difesa contro il tifo (vaccinazioni)
4. Pietro Rondoni, La difesa contro il colera (vaccinazioni)
5. Donato Ottolenghi, La provvista dell'acqua potabile (con 12 illustrazioni)
6. Domenico Taddei, Le ferite da moderne armi da fuoco
7. Achille Sclavo, Elementi di igiene per il soldato
8. Vittorio Perego, Sgombero dei feriti e degli ammalati in guerra
9. Giuseppe Massarotti, Ospedalizzazione militare in guerra
10. Pietro Giani, La difesa contro le malattie veneree
11. Guido Guerrini, Lo strapazzo fisico
12. Gaetano Boschi, Le nevrosi traumatiche in guerra
13. Giovanni Loriga, La questione del pane
14. Alberto Michelangelo Luzzatto, La difesa contro il tifo esantematico
15. Alberto Michelangelo Luzzatto, La difesa contro il tetano (Sieroterapia)
16. Amedeo Herlitzka, L'alimentazione del popolo in tempo di guerra
17. Filippo Rho, Alimentazione del soldato in pace e in guerra
18. Enrico Burci, Assistenza ai feriti
19. Filippo Neri, La difesa contro il vaiuolo e le vaccinazioni (con 3 illustrazioni)
20. Giovanni Polverini, La difesa contro la meningite cerebro-spinale epidemica
21. Angelo Chiavaro, La cura dei denti
22. Gino Galeotti, Le bevande eccitanti e la fatica
23. Antonio Dionisi, La difesa contro la malaria
24. Vittorio Putti, Il trattamento delle fratture in guerra